# Paul Laurence Dunbar

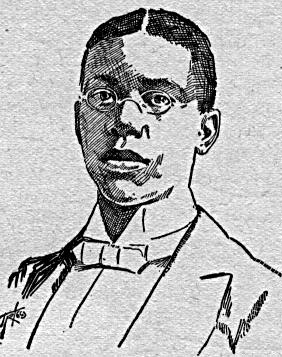
Paul L. Dunbar

Paul Laurence Dunbar (* 27. Juni 1872 in Dayton, Ohio; † 9. Februar 1906 ebenda) war ein US-amerikanischer Schriftsteller. Er war einer der ersten afroamerikanischen Dichter, die in den gesamten Vereinigten Staaten Anerkennung erlangten.

## Leben
Dunbar war der Sohn ehemaliger Sklaven aus Kentucky. Er besuchte in Dayton die High School; dort war er der einzige Afro-Amerikaner in seiner Klasse. Einer seiner Klassenkameraden war Orville Wright, für dessen Familie Pauls Mutter arbeitete. Bereits während der Schulzeit zeigte er erste literarische Begabung, war Mitglied des Literaturzirkels und gab die Schulzeitung heraus. Mit Unterstützung der Brüder Wright konnte er seine erste Zeitung The Dayton Tattler herausgeben.
Nach der Highschool zwangen ihn die finanziellen Umstände, als Liftboy zu arbeiten. Bei einem Treffen der Western Association of Writers 1892 trug er auf Einladung eines ehemaligen Lehrers Gedichte vor und beeindruckte dabei derart, dass er ein Empfehlungsschreiben des bekannten Dichters James Whitcomb Riley erhielt. Im selben Jahr veröffentlichte er seinen ersten Gedichtband Oak and ivy. Nach seinem Umzug nach Chicago traf er dort auf Frederick Douglass, der ihn als „the most promising young colored man in America (den vielversprechendsten jungen farbigen Mann in Amerika)“ bezeichnete. Dunbars Gedichte erschienen in bekannten Zeitungen wie der New York Times. Mit seiner zweiten Gedichtsammlung Majors and Minors – Majors steht für Texte in Standard-Englisch und Minors für Texte in Dialekt – wurde er so erfolgreich, dass man ihn zu einer sechsmonatigen Vortragsreise nach England einlud. Nach seiner Rückkehr nach Amerika erhielt er eine Anstellung bei der Library of Congress in Washington. Dort traf und heiratete er die Autorin Alice Ruth Moore. In Washington entstanden ein weiterer Roman sowie zwei Gedichtsammlungen. Ebenso entstanden in dieser Zeit einige Libretti. Als Dunbar 1898 an Tuberkulose erkrankte, kehrte er nach Dayton zurück und widmete sich ausschließlich dem Schreiben und Lesungen. 1902 trennte er sich von seiner Frau. Seine Grabstätte findet sich auf dem Woodland Cemetery and Arboretum in Dayton.

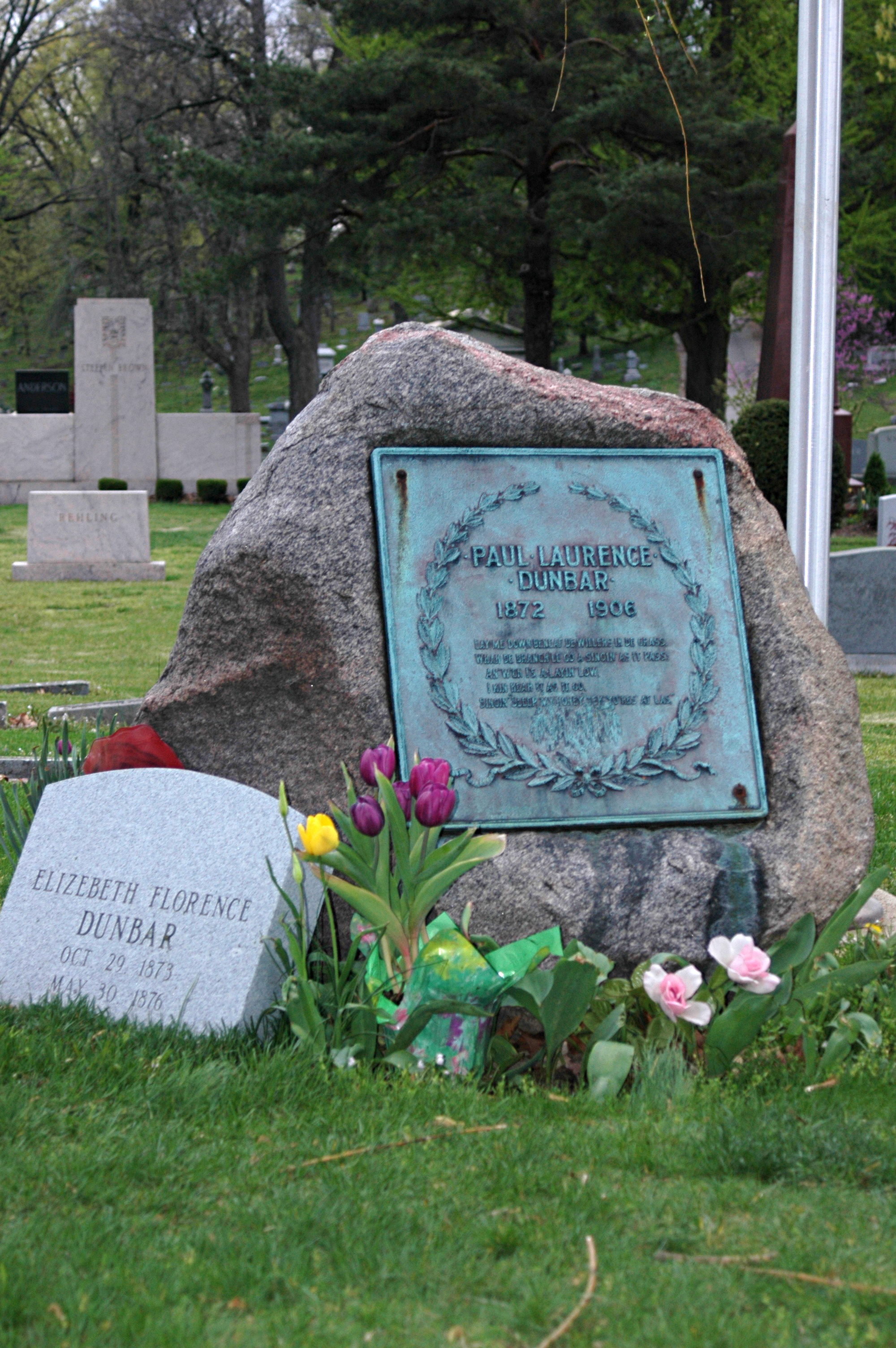
Grabstätte von P. L. Dunbar

## Werk
Dunbar stellte in seinen Romanen und Gedichten, häufig unter Verwendung von Dialekt, die Erfahrungen von Afroamerikanern und den alten Süden der USA dar. Durch seine abwechslungsreiche Sprache erreichte er ein breites Publikum.

## Werke (Auswahl)
- Oak and ivy (1893)
- Lyrics of love and laughter (1903)
- Lyrics of sunshine and shadow (1905)
- The collected novels of Paul Laurence Dunbar, edited by Herbert Woodward Martin, Ronald Primeau, and Gene Andrew Jarrett, Athens, Ohio: Ohio University Press, 2012, ISBN 978-0-8214-2007-2